# Мурована корона

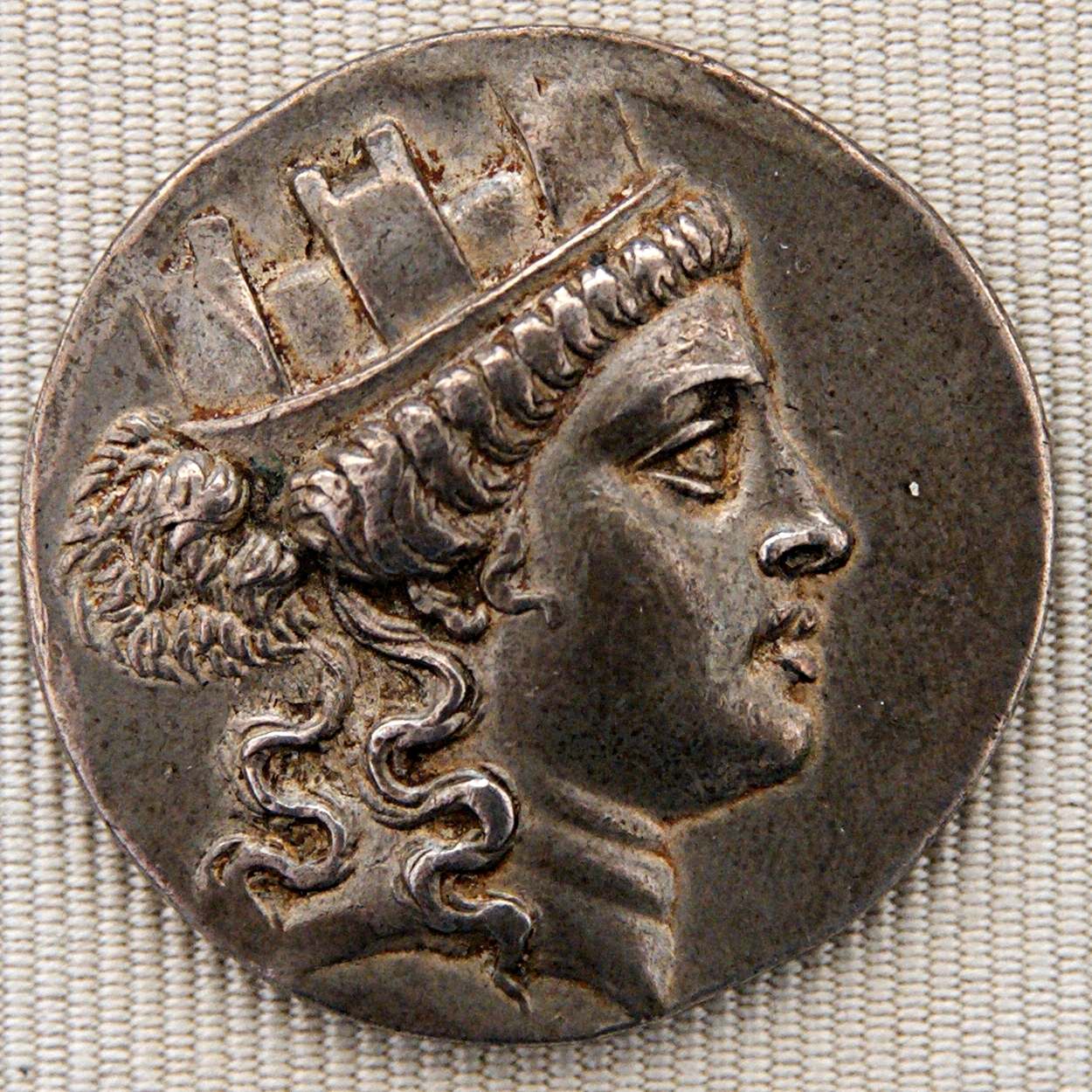
Мурована корона на Кібелі (срібло тетрадрахма Смирни, 160—150 до н. е.)

Мурована корона (лат. corona muralis) — корона або головний убір, що представляє міські стіни або вежі. У класичну античність це була емблема богів-покровителів міста, а серед римлян — військова прикраса. Пізніше корона перетворилася на символ європейської геральдики, переважно для міст і селищ, а в ХІХ–ХХ століттях використовувалася в деяких республіканських геральдиках.

## Використання в давнину

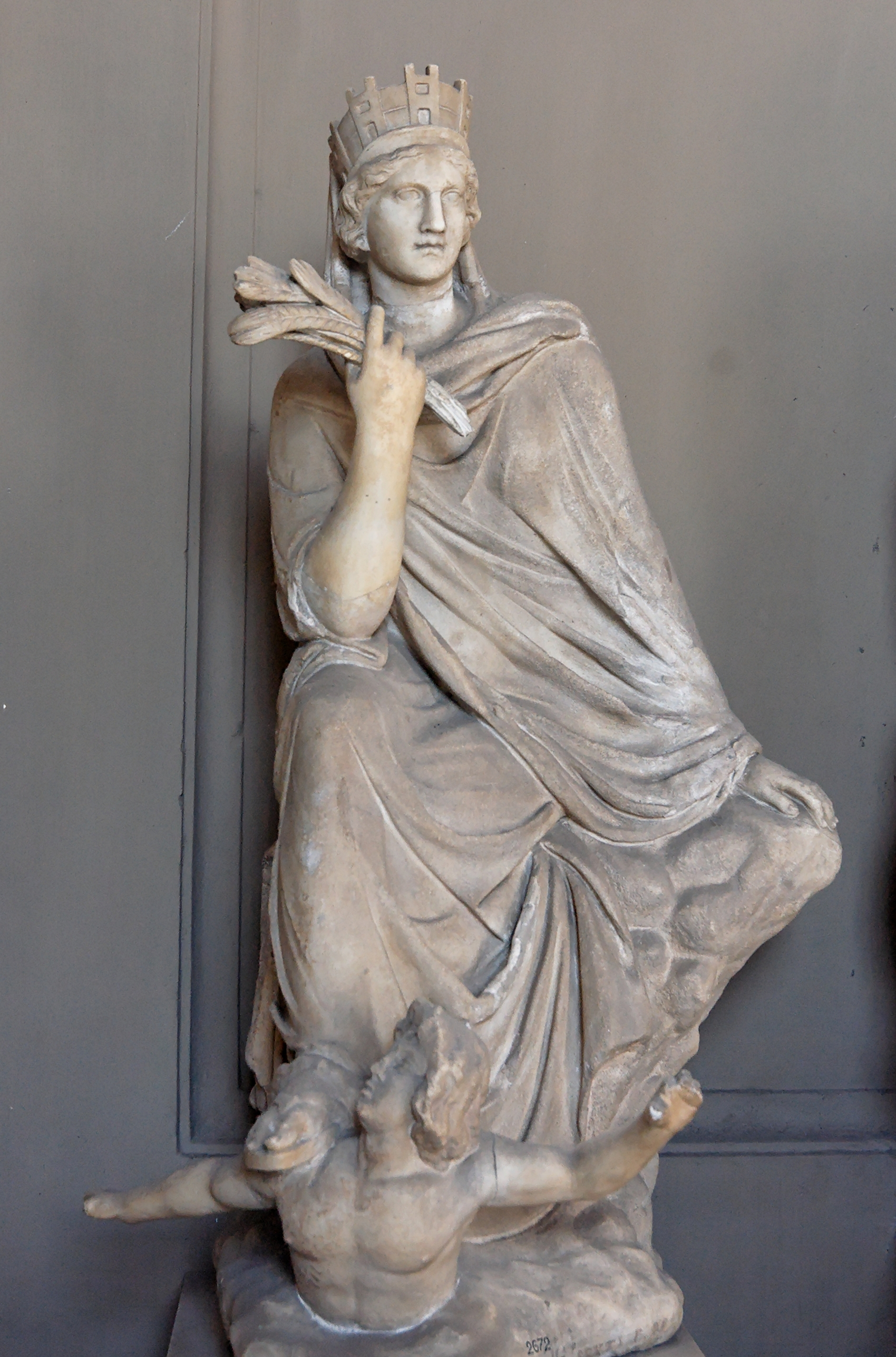
Тихе з Антіохії, римська версія бронзи ІІІ століття

В елліністичній культурі мурована корона ідентифікувала таких божеств, як богиня Тихе (втілення долі міста, у римлян — Фортуна), і Гестію (втілення захисту міста, у римлян — Веста). Високі циліндричні вежі Реї/Кібели теж можна було представити як муровану корону в епоху еллінізму, зокрема визначаючи богиню-матір як покровительку міста.
Корона міста стала давньоримською військовою нагородою. «Мурована корона» (corona muralis) була золотим вінком, або золотим колом, призначеним для нагадування зубчастого кренеляжу, даруваного солдату, який першим піднявся на стіну обложеного міста чи фортеці, щоб успішно розмістити штандарт (прапор) атакуючої армії. Римська настінна корона була виготовлена із золота та прикрашена вежами як і її пізніша геральдична версія. Оскільки це була одна з найвищих військових нагород, її присуджували заявникові лише після ретельного розслідування. Rostrata — настінна корона, що складається з ростр орієнтовних захоплених кораблів, була призначена в якості морського призу перших в інтернаті партії, схожий на морську корону.
Атрибути греко-римської богині Роми на грецьких монетах зазвичай включають її міську корону, що означає статус Риму як відданого захисника еллінських міст-держав.

## Геральдичне використання

Геральдична мурована корона

Згодом римська військова прикраса застосовувалася в європейській геральдиці, де цей термін позначав корону за зразком стін міста, яка може бути тинктурованою золотом, сріблом, червінню або іншими тинктурами. «У Німеччині XIX століття настінні корони (Mauerkronen) були прийняті для гербів міст, з більш конкретними деталями: у столицях і королівських резиденціях зазвичай корона з п'ятьма вежами, великі міста — з чотирма вежами, менші міста — з трьома», — повідомляв Артур Чарльз Фокс-Девіс у «Повному путівнику по геральдиці», зазначивши, що суворі правила в цьому питанні ще не існують.
Останнім часом  муровані корони використовувались замість королівських корон для середньовічних та сучасних італійських міст. Мурована італійська корона уособлює Італію. В Італії комуни, деякі провінції та військовий корпус мають на своїх гербах муровані корони: золоту з п'ятьма вежами для міст та срібну з дев'ятьма вежами для інших. Герб Другої іспанської республіки мав муровану корону.
На початку ХХ століття Португалія встановила суворі правила для своєї муніципальної геральдики, в якій кожен герб містить муровану корону, з трьома срібними вежами, що означають село або міську парафію, чотирма срібними вежами, що представляють місто, п'ятьма срібними вежами, що символізують місто та п'ять золотих веж для столиці. Португальські правила також застосовуються до більшості муніципальних гербів Бразилії та деяких інших членів Співтовариства країн португальської мови.
Муніципальні герби Румунії містять корону з однією або трьома вежами для сіл та комун, п'ятьма та семима вежами для міст та муніципалітетів.
Орел на гербі Австрії носить муровану корону, що свідчить про його статус республіки. Це республіканська відміна від королівських корон, що прикрашали двоголового орла (і імператорської корони над ним) на гербі Австро-Угорщини до їх поразки в Першій світовій війні. Коронований орел був змінений у Федеративній державі Австрії з 1934 року, але був відновлений в окупованій союзниками Австрії після Другої світової війни і зберігається донині.

### Зразки мурованих корон
|                                                                                      | |                                                                                |                                                                                |
| Муровані корони Французької геральдики: 1. Столиця 2. Столиця департаменту 3. Комуна | Муровані корони Португальської геральдики: 1. Село чи міська парафія 2. Містечко 3. Місто 4. Столиця | Муровані корони Румунської геральдики: 1. Село 2. Містечко 3. Місто 4. Столиця | Муровані корони Румунської геральдики: 1. Село 2. Містечко 3. Місто 4. Столиця |
|                                                                                      | |                                                                                |                                                                                |
|                                                                                      | |                                                                                |                                                                                |
| Муровані корони Бразильської геральдики: 1. Село 2. Містечко 3. Місто 4. Столиця     | Сучасні розробки настінних коронок каталонської геральдики, без історичного використання             | Муровані корони італійських міст                                               | Муровані корони італійських комун                                              |

### Приклади з геральдики інших країн

Герб Австрії
Герб Мальти
Герб провінції Ллеїда, Каталонія, Іспанія
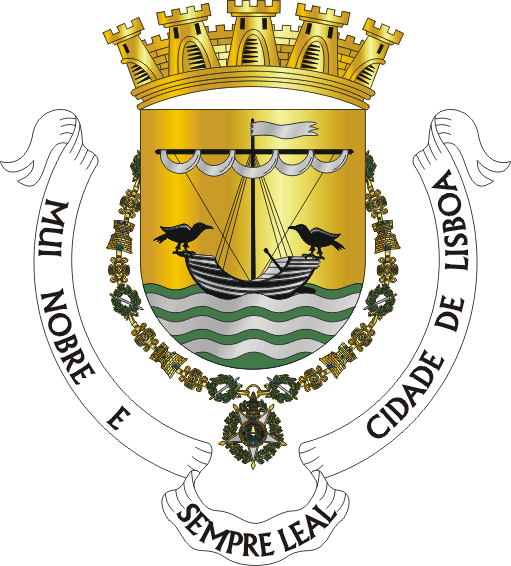
Герб Лісабона, столиці Португалії
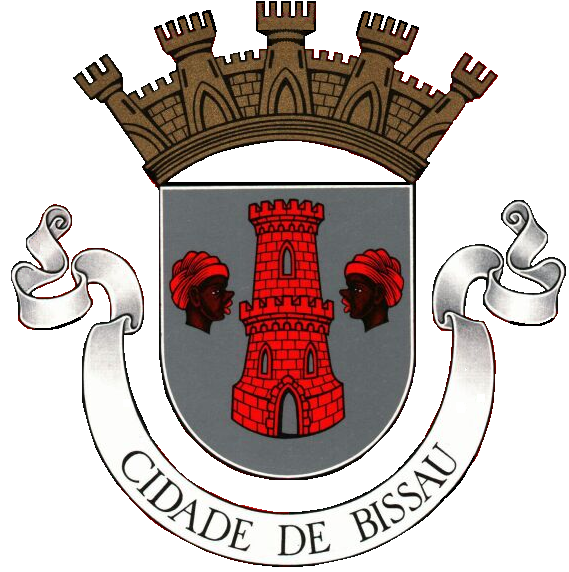
Герб Бісау, столиці Гвінеї-Бісау
Герб Берліну, столиці Німеччини. Мурована стіна поєднується з листям корони людей, що позначає статус Берліну як міста та держави
Герб Софії, столиці Болгарії
Герб Мілану, Італія
Герб міста Сан-Паулу, столиці штату Сан-Паулу, Бразилія
Герб комуни Фалькенберг, Швеція
Герб Тронгейму, Норвегія
Герб Порі, Фінляндія
Герб Арада, Румунія
Герб Красноярська
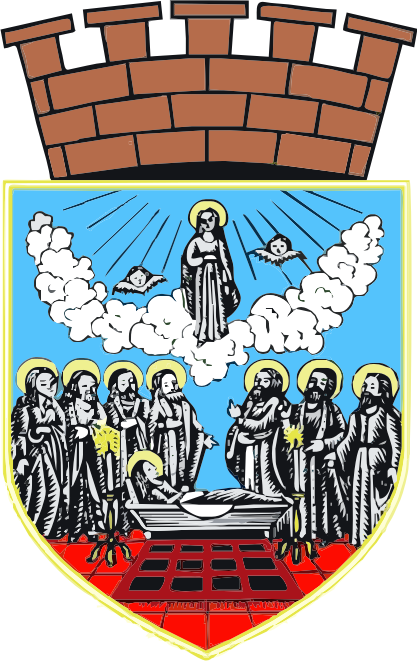
Герб Зренянін, Сербія
Герб Нінове, Бельгія
Герб Руставі, Грузія
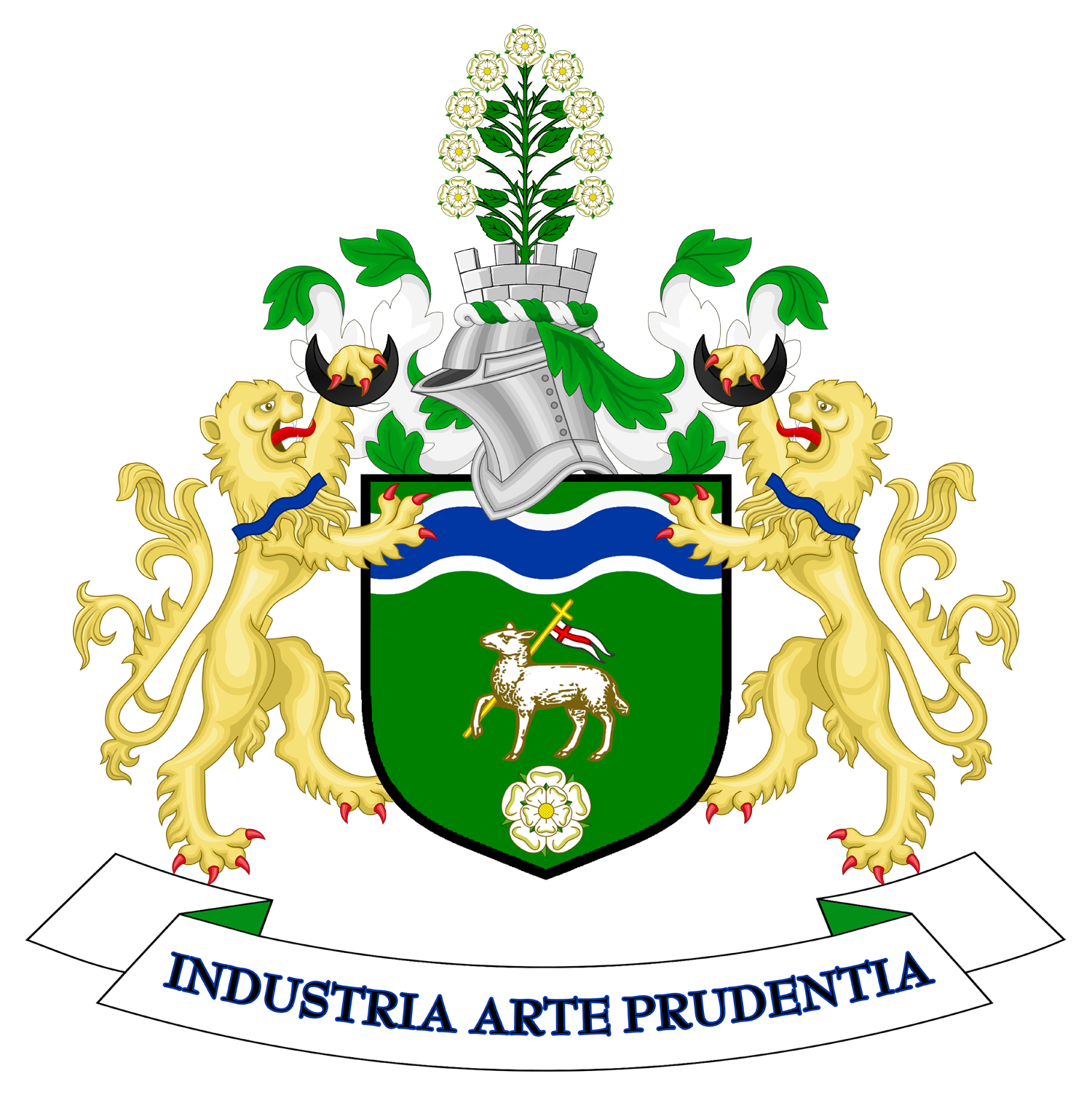
Герб Колдердейла, Англія
Герб Гавани, Куба

## Використання в гербах в Україні
Муровану корону було затверджено 1990 року для герба Львова. Її використання надалі визначено відповідно до «Методичних рекомендацій з питань геральдики і прапорництва областей, районів, районів у містах та територіальних громад міст, селищ і сіл (територіальні та муніципальні символи)», які були розроблені Андрієм Гречилом і спершу затверджені на конференції Українського геральдичного товариства, а 1 червня 2018 року схвалені Комісією державних нагород та геральдики при Президентові України.
В окремих положеннях цих рекомендацій визначалося, що у гербах міст, міських районів і селищ рекомендується щит увінчувати міською мурованою короною з трьома зубцями. Для міст Києва і Севастополя та їхніх міських районів муровані корони золоті, для інших міст, міських районів і селищ — срібні.
Червону міську муровану корону з трьома зубцями рекомендується використовувати у гербах сіл, які колись мали міські права і були містами або містечками.

### Приклади з української геральдики

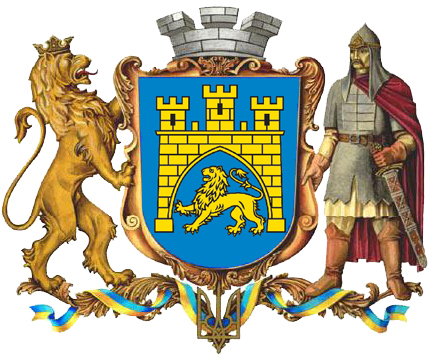
Великий герб Львова
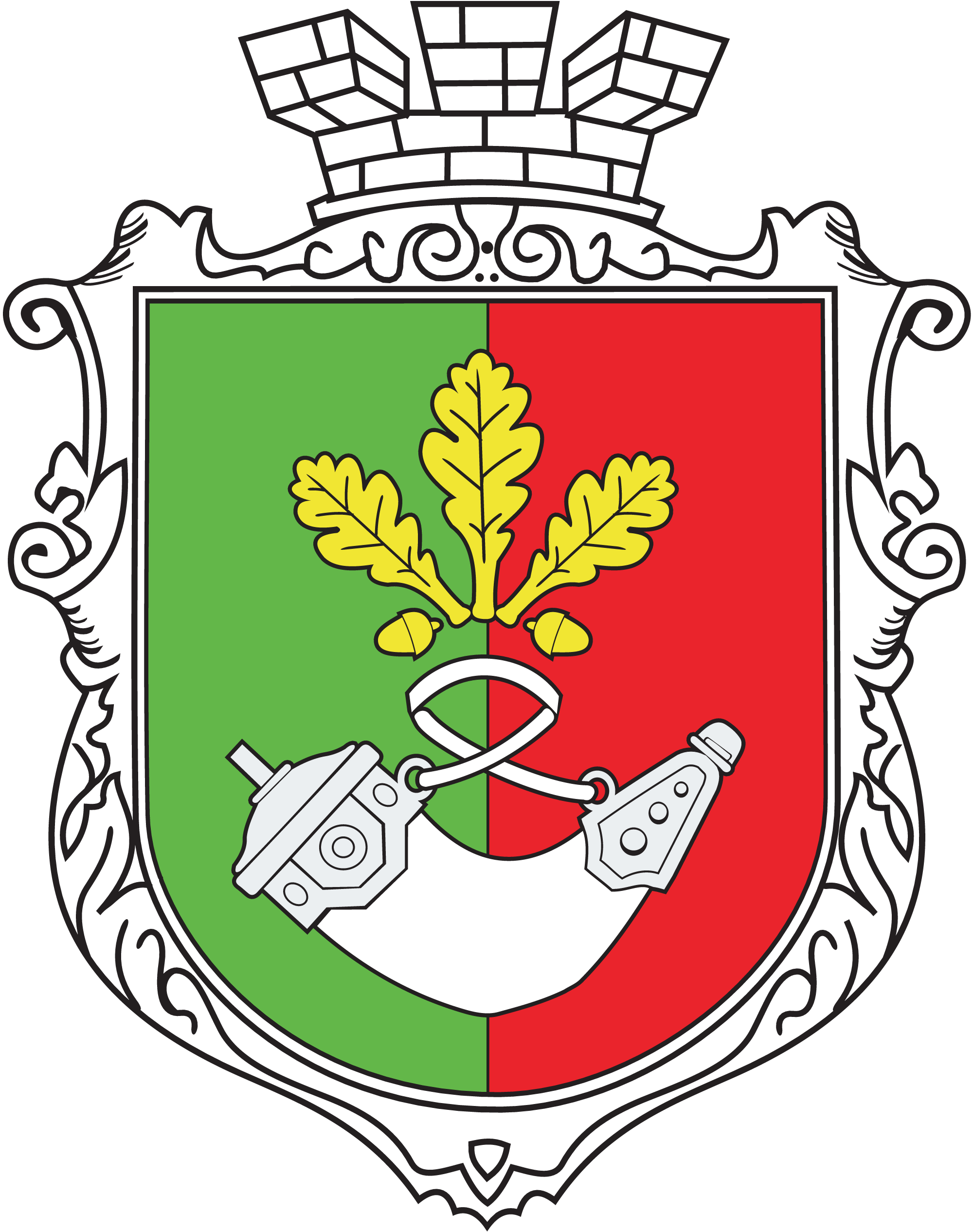
Герб Кривого Рогу
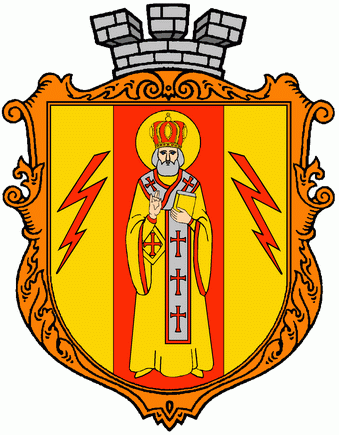
Герб Миколаївки
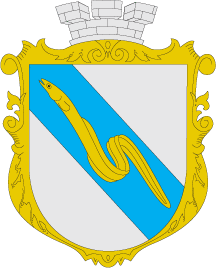
Герб селища Угроїди
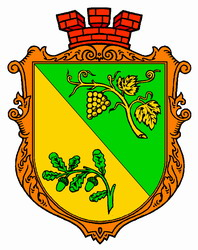
Герб села Білки
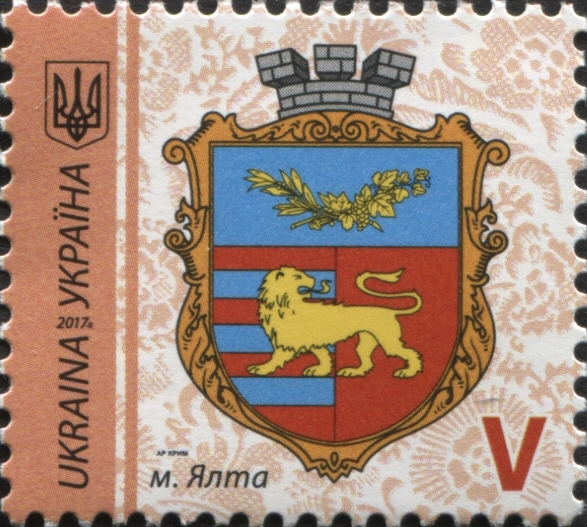
Марка «Герб Ялти»
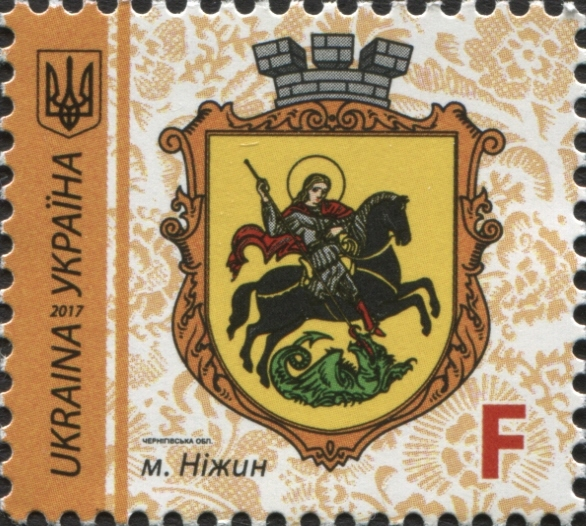
Марка «Герб Ніжина»
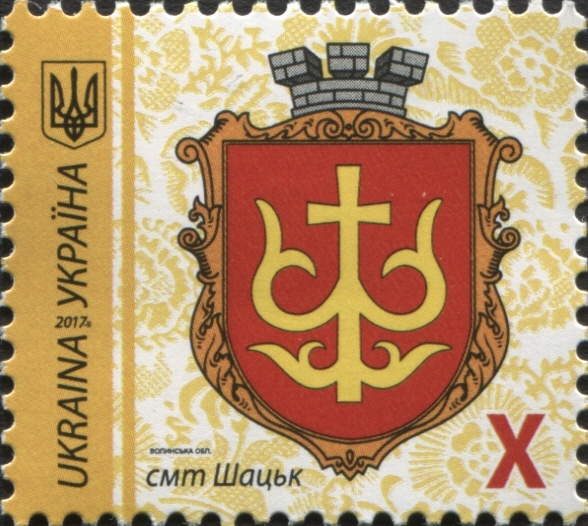
Марка «Герб селища Шацьк»
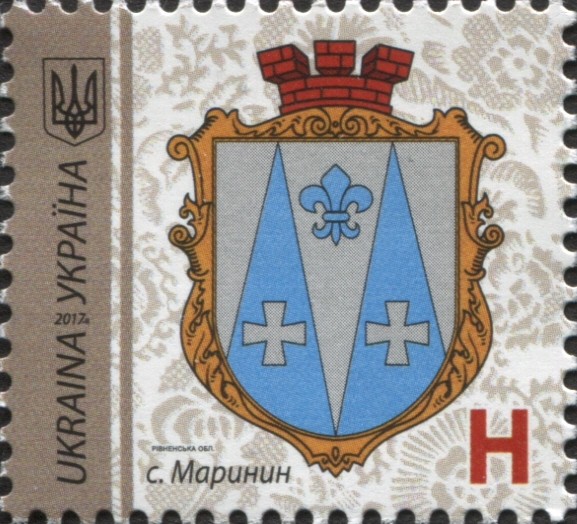
Марка «Герб села Маринина»
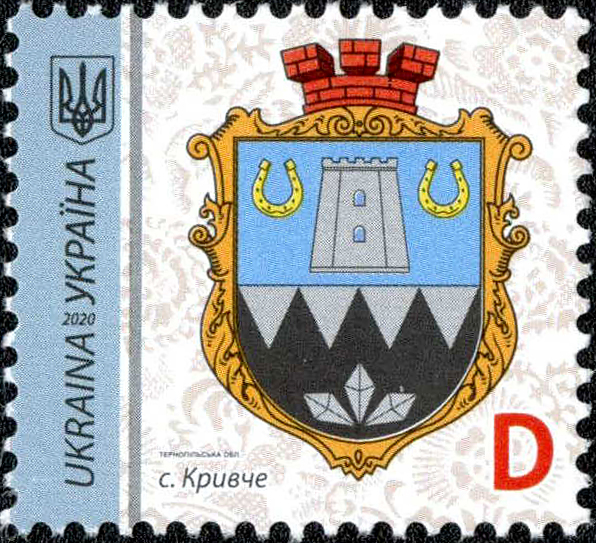
Марка «Герб села Кривча»